# Krajský sjezd
Krajský sjezd byl v pozdně středověkých a raně novověkých Čechách shromážděním zástupců všech feudálních stavů na regionální úrovni. Významnou roli měly krajské sjezdy v době stavovské monarchie, kdy byly základnou politické aktivity měšťanstva a zejména nižší šlechty. Souvisely se způsobem organizace zemských sněmů. 
Každý šlechtic si musel účast na těchto sněmech zajistit svými vlastními prostředky. Pro chudší nižší rytířstvo by taková plná účast znamenala neúnosné výdaje. Proto se scházeli na krajských sjezdech spolu se zástupci královských měst, kde volili své delegáty na zemský sněm, kterým byly dávány plné moci a instrukce. Byly tak nebezpečnou oporou opozice nižších stavů, proto Ferdinand I. roku 1528 zakázal jejich svolávání bez souhlasu krále. Později měšťané občas hledali náhražku za krajské sjezdy všech stavů v separátních krajských sjezdech zástupců královských měst, které se vymykaly kontrole panovníka i šlechty.